# Eustreptospondylus oxoniensis

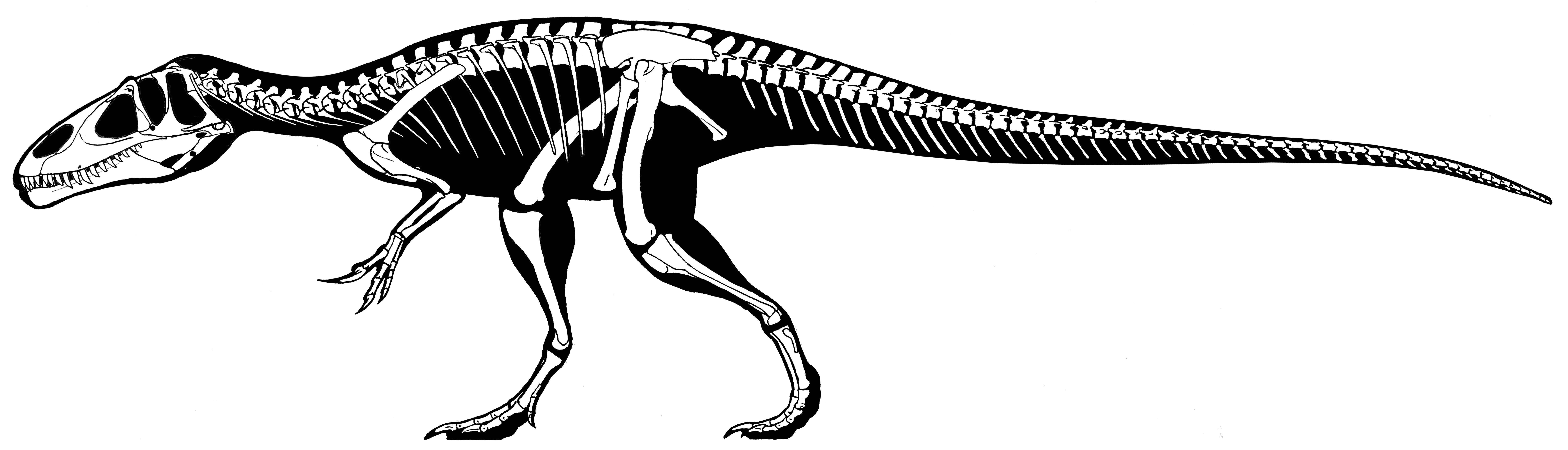
Ricostruzione grafica completa dello scheletro con profilo del corpo

L'eustreptospondilo (Eustreptospondylus oxoniensis), come il suo simile Piatnitzkysaurus, era un dinosauro carnivoro vissuto nel Giurassico medio.

## Uno scheletro ben conservato
I resti di questo dinosauro sono stati rinvenuti in Inghilterra, e a tutt'oggi rappresentano lo scheletro meglio conservato di grande dinosauro carnivoro del Giurassico inglese. Lo stesso Megalosaurus, famoso per essere stato il primo dinosauro descritto scientificamente, è noto per resti poco più che frammentari. L'eustreptospondilo, invece, è conosciuto per uno scheletro pressoché completo a cui mancano solo le estremità degli arti anteriori e parte del cranio. 

## Il predatore delle isole

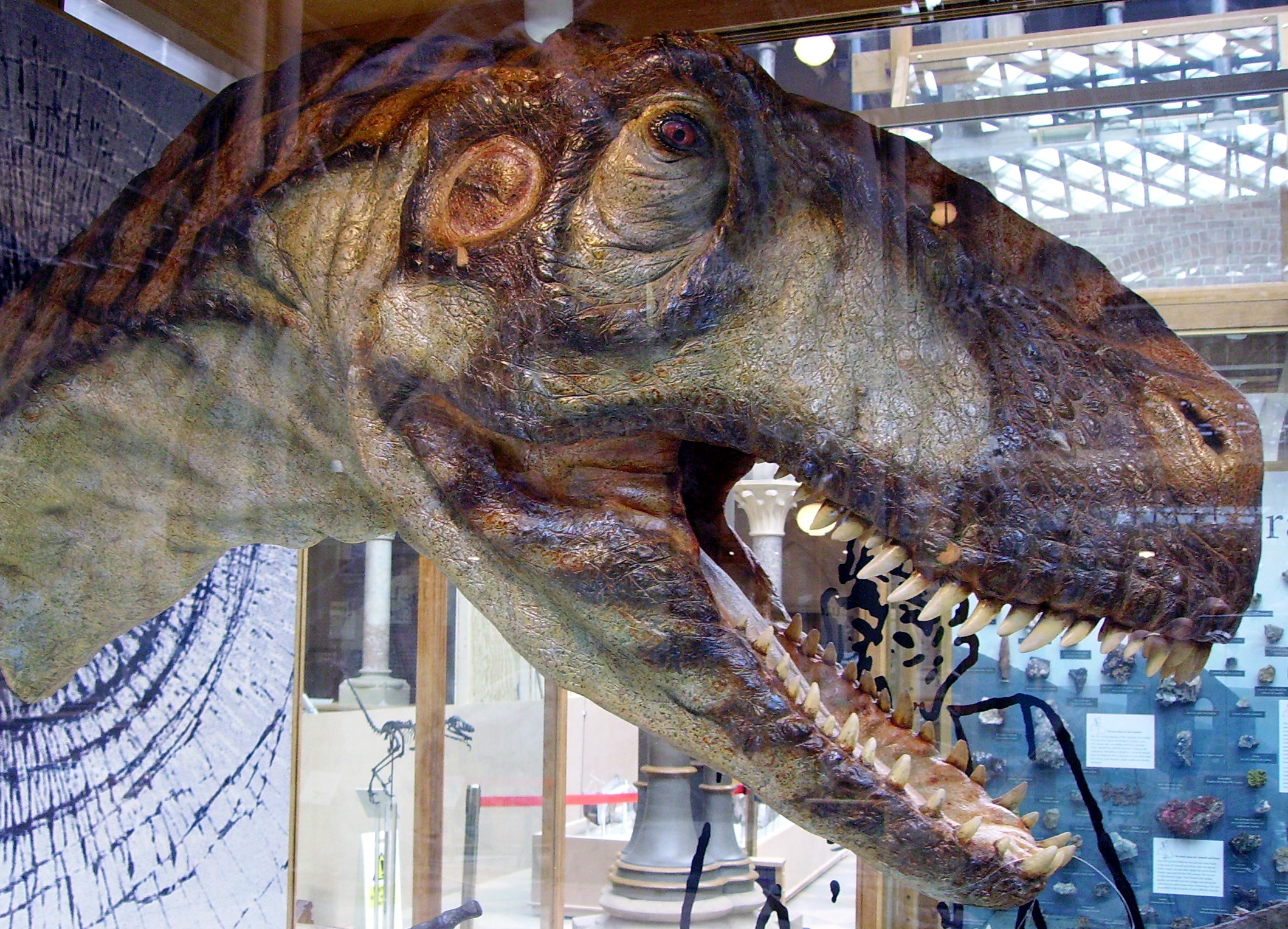
Ricostruzione della testa di Eustreptospondylus esposta nel Oxford University Museum of Natural History

Rispetto al suo "cugino" più famoso, questo dinosauro era di costituzione più leggera e di dimensioni minori: raggiungeva i 6 metri di lunghezza, i 2,4 di altezza e pesava probabilmente 500-600 kg. Nonostante ciò, era comunque un carnivoro dalla mole rispettabile, che scorrazzava per i boschi e le pianure dell'Europa del Giurassico medio: a quel tempo, il Vecchio Continente era costituito da una serie di isole sparse (a causa della tettonica a zolle che a quel tempo sollevò il fondo marino e allagò le terre emerse più basse). 
L'eustreptospondilo possedeva un cranio robusto, una coda rigida e allungata, due zampe posteriori robuste e armate di artigli e due anteriori corte. Nella serie della BBC nuota da un'isola all'altra.

## Un incubo tassonomico
Nel 1832, Hermann von Meyer descrisse i resti, molto parziali, di un animale che chiamò Streptospondylus altdorfensis, proveniente dal Giurassico medio della Francia. Dieci anni dopo, toccò a sir Richard Owen descrivere un'altra specie del genere, basata su una sola vertebra rinvenuta in Inghilterra, che denominò Streptospondylus cuvieri. Questo resto, trovato nei pressi di Oxford, andò perduto. Più di un secolo dopo, Alick Donald Walker descrisse uno scheletro completo trovato tempo prima, che denominò Eustreptospondylus oxoniensis per distinguerlo dai resti incompleti scoperti dai colleghi dell'Ottocento. In precedenza, lo scheletro era stato attribuito al genere Megalosaurus e poi alla specie Streptospondylus cuvieri.
L'incubo tassonomico non era finito: dopo ulteriori confusioni riguardanti l'attribuzione o meno al genere Streptospondylus, nel 2000 Rauhut riscontrò che le differenze tra Eustreptospondylus e un genere di megalosauride poco noto, Magnosaurus, erano minime, e nel 2003 propose una sinonimia con quest'ultimo genere. In questo modo, il nome corretto della specie dovrebbe essere Magnosaurus oxoniensis. Altri paleontologi tuttavia non sono d'accordo e i due generi sono ancora ritenuti essere distinti.